# Festival de Cannes 2018
A 71.ª edição do Festival anual de Cannes foi realizada nos dias 8 a 19 de maio de 2018. A atriz australiana Cate Blanchett foi eleita a presidente do júri do festival. O filme Manbiki Kazoku, que foi dirigido pelo japonês Hirokazu Kore-eda, levou a Palma de Ouro de melhor filme, enquanto que Marcello Fonte foi agraciado como melhor ator e Samal Yeslyamova como melhor atriz.
O filme espanhol Todos lo saben abriu o festival e The Man Who Killed Don Quixote encerrou a sessão.

## Comissão jurídica

### Longas-metragens
- Cate Blanchett, atriz australiana (Presidente)
- Chang Chen, ator taiwanês
- Ava DuVernay, cineasta estadunidense
- Robert Guédiguian, cineasta francês
- Khadja Nin, cantora burundiana
- Léa Seydoux, atriz francesa
- Kristen Stewart, atriz estadunidense
- Denis Villeneuve, cineasta canadense
- Andrey Zvyagintsev, cineasta russo

### Semana da Crítica Internacional
- Joachim Trier, cineasta norueguês (presidente)
- Chloë Sevigny, atriz estadunidense
- Nahuel Pérez Biscayart, ator argentino
- Eva Sangiorgi, cineasta italiana
- Augustin Trapenard, jornalista frânces

### Olho de Ouro (Melhor documentário)
- Emmanuel Finkiel
- Lolita Chammah
- Isabelle Danel
- Kim Longinotto
- Paul Sturtz

## Prêmios

### Seleção oficial
Em Competição
- Palma de Ouro – Manbiki Kazoku por Hirokazu Kore-eda
- Grand Prix – BlacKkKlansman por Spike Lee
- Prêmio de direção – Paweł Pawlikowski por Zimna wojna
- Prêmio de Roteiro (empate)
  - Alice Rohrwacher por Lazzaro felice
  - Jafar Panahi e Nader Saeivar por Se rokh
- Prêmio de interpretação feminina – Samal Yeslyamova por Ayka
- Prêmio de interpretação masculina – Marcello Fonte por Dogman
- Prêmio do Júri - Capharnaüm por Nadine Labaki
- Palma de Ouro Especial - Le Livre d'image por Jean-Luc Godard

### Prêmios Independentes
Olho de Ouro (Melhor documentário)
- Olho de Ouro – La strada dei Samouni por Stefano Savona
- Menção Especial (empate)
  - Libre por Michel Toesca
  - The Eyes of Orson Welles por Mark Cousins